# Bjerringbro kommun
Bjerringbro kommun var en kommun i Viborg amt i Danmark, bildad vid danska kommunreformen 1970. Sedan danska kommunreformen 2007 ingår den i Viborgs kommun.

## Borgmästare
- Søren Pedersen, 1 april 1970–31 december 1981[2]
- Viggo Raaby, 1 januari 1982–31 december 2001[2]
- Poul Vesterbæk, 1 januari 2002–31 december 2006[2]

Denna lista hämtas från Wikidata. Informationen kan ändras där.